# エリー・ド・スミュール＝アン＝ブリオネ
エリー・ド・スミュール＝アン＝ブリオネ（Hélie de Semur-en-Brionnais, およそ1016年 - 1056年）は、ブルゴーニュ公ロベール1世の最初の妃。アンリ・ド・ブルゴーニュ及びカスティーリャ王アルフォンソ6世妃コンスタンス・ド・ブルゴーニュの母。 

## ブルゴーニュ公ロベール1世との結婚
父スミュール＝アン＝ブリオネ領主ダルマス1世（ダルマスあるいはダマス）、その妻で母ブルゴーニュ公アンリ1世公女にして、フランス王ユーグ・カペーの姪に当たるアランブルジュ・ド・ヴェルジーの長女。 
1033年に母方の又従兄に当たるロベール1世と結婚した。ロベールはエリーとの結婚でスミュール＝アン＝ブリオネ領主であり、オータンとシャロレーの裕福な一族であるスミュール家と同盟を結んだ。   
またエリーはクリュニー修道院長であるクリュニーのユーグ （1024年 - 1109年）の実姉であり、オセール司教であるシャロン伯ユーグ1世の姪孫に当たる。 
ロベールはクリュニーのユーグの義兄となり、教会・聖職者との繋がりができた。 
夫ロベール1世は暴力的かつ気性の激しい性格であり、エリーの実父ダルマス1世は何かの理由によりロベール1世の怒りを買い、招かれた晩餐会で殺害され（毒殺説と帰りを待ち伏せて殺害された説の2説存在する）、また父の殺害にエリーの4番目の弟ジョスランも巻き込まれ、ロベールに殺害されている。 
ダルマス1世の死後、ロベール1世はエリーとの親族関係による婚姻の無効を教会に訴え、離婚が成立した。 
離婚後、エリーは尼僧となり名をペトロニーユと改め、マルシニー修道院もしくはボーヌの修道院に隠棲したとされ、1056年４月22日に死去したとされる。